# Prostitución en Baréin

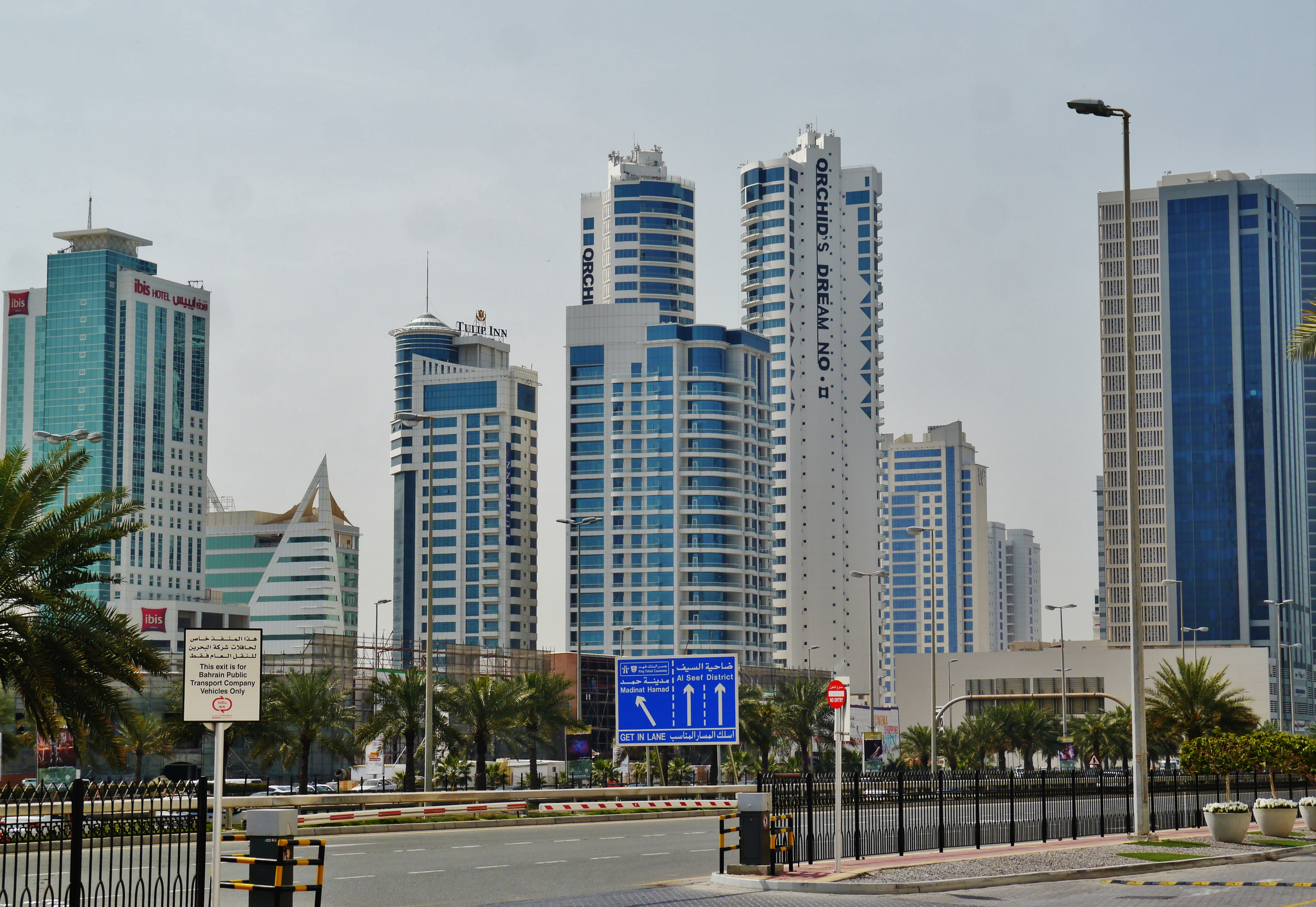
La capital del emirato, Manama, concentra, con el desarrollo económico y turístico, la mayoría de la actividad sexual del territorio.

La prostitución en Baréin es ilegal, pero el emirato se ha ganado la reputación en Oriente Medio de ser uno de los principales destinos del turismo sexual. La Sociedad de Jóvenes de Baréin para los Derechos Humanos informó en 2007 de que había más de 13 500 prostitutas en el país y que la cifra iba en aumento. El tráfico sexual es un problema en el país.

## Visión general
La prostitución es habitual, especialmente en Manama. La mayor parte de la prostitución se produce en bares y hoteles, pero algunas prostitutas, principalmente rusas y centroasiáticas, atraen clientes en los centros comerciales. También hay algo de prostitución callejera. La mayoría de las prostitutas son extranjeras: Rusas, tailandesas, filipinas, etíopes, bangladeshíes y chinas.También se sabe que las mujeres kenianas recurren a la prostitución. Cada hotel o bar tiende a tener una nacionalidad de prostitutas: un hotel en el distrito de Al Jaffir tiene bares en diferentes niveles donde cada nivel "ofrece" una nacionalidad específica de prostitutas. En los bares con temática del interior de Australia trabajan prostitutas filipinas y chinas.
En algunos hoteles, las mujeres llaman a la puerta de los clientes a altas horas de la noche en busca de clientes. La mayoría de la población chií de Baréin se opone al alcohol y a la prostitución. El parlamento chií ha aprobado proyectos de ley para prohibir el alcohol, pero el Consejo de la Shura de Baréin, gobernado por suníes, los ha revocado. Los hoteles y bares toleran a las prostitutas, ya que atraen a clientes masculinos y aumentan las ventas de alcohol.
Muchos de los clientes son saudíes que viajan en coche a Baréin, donde las leyes son mucho menos estrictas que en su país, especialmente en lo que se refiere al sexo y el alcohol.

### Ciudad del pecado
En 2009, el portal web AskMen.com situó a Manama en el número 8 de las 10 principales "ciudades del pecado" del mundo, lo que provocó una campaña de represión en la que se detuvo a 300 prostitutas y proxenetas en la primera semana, y que el bloque parlamentario Al Asalah propusiera que el país dejara de expedir visados a mujeres rusas, tailandesas, etíopes y chinas para impedir la entrada de prostitutas. La propuesta no fue aprobada.

## Legislación
El Código Penal del emirato recoge la prohibición de la prostitución y sus actividades relacionadas.
- Artículo 324. Inducir o ayudar a otra persona a cometer un acto de inmoralidad o prostitución (pena de prisión no especificada, máximo 5 años si la víctima es menor de 18 años).
- Artículo 325. Obligar a una persona a cometer actos de inmoralidad o prostitución mediante coacción, amenaza o engaño (2 a 7 años de prisión, o entre 3 a 10 si la víctima es menor de 18 años).
- Artículo 326.

1. Vivir total o parcialmente del producto de la propia inmoralidad o prostitución de esa persona (máximo 5 años);
2. Vivir total o parcialmente del producto de la propia inmoralidad o prostitución de otra persona (máx. 5 años);
3. Proteger a otra persona involucrada en inmoralidad o prostitución (máx. 5 años).

- Artículo 327. Aumenta la pena de los artículos 324, 325 y 326 si el autor es el cónyuge, pariente político, tutor o persona que tenga autoridad sobre él (máximo 15 años).
- Artículo 328.  Establecer o dirigir, o ayudar a dirigir, un local de inmoralidad o prostitución (de 2 a 5 años).
- Artículo 329.

1. Solicitar en un lugar público inmoralidad o prostitución (máximo 2 años);
2. Se considerará incitación cualquier anuncio que contenga una invitación o implique tentación.

- Artículo 330. Todo autor de actos de inmoralidad o prostitución será sometido a un examen médico. Si padece una enfermedad venérea, el tribunal ordenará su ingreso en un instituto médico para recibir tratamiento.
- Artículo 331. Todo extranjero condenado por inmoralidad o prostitución podrá ser deportado, ya sea totalmente o por un período no inferior a tres años.

La Dirección de Investigación Criminal del Ministerio del Interior y el Consejo Municipal del Gobernador de la Capital hacen redadas en pisos u hoteles si hay denuncias de "actividades ilícitas" por parte de los vecinos.
Los tribunales pueden dictar órdenes de expulsión contra las prostitutas extranjeras en caso de condena o si es de "interés público". En 2016, el diputado Jamal Dawood propuso que las personas no bareiníes detenidas en casos relacionados con la prostitución fueran expulsadas inmediatamente y se les prohibiera la entrada en el país de por vida. La propuesta fue rechazada por ser contraria a los derechos humanos.
La Ley de Extranjería de Baréin permite a los funcionarios de inmigración denegar la entrada a personas condenadas por otros delitos, incluida la prostitución. También se les puede denegar la entrada por "motivos de salud" no especificados.

## Historia
La prostitución se practica en Baréin desde hace muchos años. Después de la Primera Guerra Mundial, muchos trabajadores extranjeros, especialmente de Irán, Irak e India, llegaron al país alimentando la demanda de prostitución. Había dos zonas destinadas a burdeles, una en Gulba, al oeste de Manama, y otra en Al Muharraq. En los burdeles trabajaban tanto hombres como mujeres. En 1937 se decretó que las prostitutas sólo podían vivir y trabajar en estas zonas, las que operaran fuera de ellas serían deportadas. La mayoría de las prostitutas procedían de Irán, Irak y Omán, y eran conocidas como "chicas o hijas del amor".Los persas cobraban los precios más altos, seguidos por los iraquíes y los omaníes, respectivamente. Los prostitutos masculinos eran principalmente chicos omaníes.También había mujeres bareiníes que eran hijas de antiguos esclavos y que también trabajaban en esas zonas. Las dos zonas decayeron en la década de 1970 con la construcción de hoteles y la extensión de la prostitución a los mismos.
La nacionalidad de las prostitutas cambió durante los años 1980 y 1990. Durante los años 1980, se podía ver a mujeres filipinas en la prostitución. Había esrilanquesas disponibles en ciertas calles en varias áreas de Manama. Además, sigue habiendo una calle principal en Adliya conocida comúnmente como el "mercado de la carne", por donde las filipinas caminan por la noche. Durante los años 1990 se han visto nuevas nacionalidades de prostitutas. Desde la caída del comunismo, las mujeres ex soviéticas han entrado en la prostitución.
Tras la apertura de la calzada saudí en 1986, muchos saudíes acudieron al país por su actitud más relajada hacia el sexo y el alcohol. Los visitantes saudíes con ganas de "juerga" aumentaron enormemente la demanda de prostitución.
Prostitutas de distintas nacionalidades han llegado al país en diferentes momentos. Tras la caída del comunismo, llegaron prostitutas rusas y en 1996 llegaron las bosnias. Las mujeres rusas estaban disponibles en algunos de los restaurantes de hoteles caros frecuentados por saudíes y en las puertas de hoteles de dos y tres estrellas y otros restaurantes frecuentados por otros turistas.

## Tráfico sexual
Baréin es un país de destino para mujeres sometidas a trata con fines sexuales, principalmente de Bangladés, India, Pakistán, Filipinas, Nepal, Egipto, Jordania, Yemen, Tailandia, Siria y Kenia.
En 2015, el gobierno condenó a 17 traficantes sexuales y les impuso penas de 10 años de prisión más multas y deportación. Al cierre del periodo del informe, seguían en curso cinco casos de trata, y cuatro del año anterior. Las autoridades informaron de la presunta complicidad de tres empleados públicos en posibles delitos de trata. Dos de estos casos seguían bajo investigación y uno se encontraba en fase de juicio al concluir el periodo de referencia. Los medios de comunicación informaron de la detención de dos agentes de policía por su participación en el tráfico sexual de mujeres extranjeras; sin embargo, no estaba claro si el gobierno y los medios de comunicación informaban de los dos mismos casos.
Dos mujeres rusas fueron deportadas de Baréin a su país de origen en 2016 por su implicación en una red de trata con fines sexuales. Atraían a mujeres de los Urales al emirato entre 2011 y 2016 con promesas de trabajo. Una vez allí las obligaban a prostituirse. En junio de 2017, los tribunales rusos condenaron a una de las mujeres a seis años de cárcel por traficar con 23 mujeres para prostituirlas.
La Oficina de Vigilancia y Lucha contra la Trata de Personas del Departamento de Estado de los Estados Unidos mantuvo en 2023 la clasificación de Baréin como país de "nivel 1".